# 12 розгніваних чоловіків (фільм, 1997)
«12 розгніваних чоловіків» (англ. 12 Angry Men) — американський телевізійний фільм-драма 1997 року Вільяма Фрідкіна, римейк однойменного фільму 1957 року.

## Сюжет
Дванадцять присяжних вирішують долю 18-річного латиноамериканського хлопця, якого звинувачують у вбивстві батька. Йому загрожує електричний стілець і сумнівів у його винності у них майже немає. Тільки один присяжний сумнівається в обвинуваченні і переконує інших розглянути всі докази і свідчення.

## У ролях
| Актор               | Роль             |
| ------------------- | ---------------- |
| Джек Леммон         | присяжний 8      |
| Джордж К. Скотт     | присяжний 3      |
| Армін Мюллер-Шталь  | присяжний 4      |
| Кортні Венс         | голова присяжних |
| Майкелті Вільямсон  | присяжний 10     |
| Г'юм Кронін         | присяжний 9      |
| Едвард Джеймс Олмос | присяжний 11     |
| Джеймс Гандольфіні  | присяжний 6      |
| Оссі Девіс          | присяжний 2      |
| Тоні Данца          | присяжний 7      |
| Доріан Гервуд       | присяжний 5      |
| Вільям Пітерсен     | присяжний 12     |
| Мері Макдоннелл     | суддя            |
| Тайріз Аллен        | охоронець        |
| Дуглас Спейн        | обвинувачений    |